# Eliel Peretz
Eliel Peretz (hebreo: אליאל פרץ; Bat Yam, Israel, 18 de noviembre de 1996) es un futbolista israelí que juega de centrocampista en el Hapoel Be'er Sheva de la Liga Premier de Israel.

## Primeros años
Nació en Bat Yam, Israel, en el seno de una familia judía sefardí.

## Trayectoria
El 19 de junio de 2020, firmó un contrato de dos años con el club austriaco, Wolfsberger AC.

## Estadísticas

### Clubes
Actualizado al último partido disputado el 15 de octubre de 2022.
| Club                          | Div.          | Temporada     | Liga  | Liga  | Copas nacionales | Copas nacionales | Copas internacionales | Copas internacionales | Total | Total |
| Club                          | Div.          | Temporada     | Part. | Goles | Part.            | Goles            | Part.                 | Goles                 | Part. | Goles |
| ----------------------------- | ------------- | ------------- | ----- | ----- | ---------------- | ---------------- | --------------------- | --------------------- | ----- | ----- |
| Maccabi Tel Aviv F. C. Israel | 1.ª           | 2015-16       | 2     | 0     | 2                | 0                | ―                     | ―                     | 4     | 0     |
| Maccabi Tel Aviv F. C. Israel | 1.ª           | 2016-17       | 9     | 0     | 9                | 0                | 2                     | 0                     | 20    | 0     |
| Maccabi Tel Aviv F. C. Israel | 1.ª           | 2017-18       | 0     | 0     | 3                | 0                | 2                     | 0                     | 5     | 0     |
| Maccabi Tel Aviv F. C. Israel | Total club    | Total club    | 11    | 0     | 14               | 0                | 4                     | 0                     | 29    | 0     |
| Bnei Yehuda Tel Aviv Israel   | 1.ª           | 2017-18       | 21    | 1     | 3                | 0                | ―                     | ―                     | 24    | 1     |
| Bnei Yehuda Tel Aviv Israel   | Total club    | Total club    | 21    | 1     | 3                | 0                | 0                     | 0                     | 24    | 1     |
| Hapoel Hadera FC Israel       | 1.ª           | 2018-19       | 29    | 4     | 5                | 1                | ―                     | ―                     | 34    | 5     |
| Hapoel Hadera FC Israel       | 1.ª           | 2019-20       | 22    | 9     | 5                | 1                | ―                     | ―                     | 27    | 10    |
| Hapoel Hadera FC Israel       | Total club    | Total club    | 51    | 13    | 10               | 2                | 0                     | 0                     | 61    | 15    |
| Wolfsberger AC · Austria      | 1.ª           | 2020-21       | 15    | 4     | 3                | 0                | 6                     | 0                     | 24    | 4     |
| Wolfsberger AC · Austria      | 1.ª           | 2021-22       | 28    | 7     | 5                | 0                | ―                     | ―                     | 33    | 7     |
| Wolfsberger AC · Austria      | Total club    | Total club    | 43    | 11    | 8                | 0                | 6                     | 0                     | 57    | 11    |
| Hapoel Haifa F. C. Israel     | 1.ª           | 2022-23       | 1     | 0     | 0                | 0                | ―                     | ―                     | 1     | 0     |
| Hapoel Haifa F. C. Israel     | Total club    | Total club    | 1     | 0     | 0                | 0                | 0                     | 0                     | 1     | 0     |
| Total carrera                 | Total carrera | Total carrera | 128   | 25    | 35               | 2                | 10                    | 0                     | 173   | 27    |

## Palmarés

### Títulos nacionales
| Título              | Club               | País   | Año  |
| ------------------- | ------------------ | ------ | ---- |
| Copa de Israel      | Hapoel Be'er Sheva | Israel | 2025 |
| Supercopa de Israel | Hapoel Be'er Sheva | Israel | 2025 |